# Lucius Domitius Ahenobarbus (consul in 94 v.Chr.)
Lucius Domitius Ahenobarbus was de jongste zoon van Gnaius Domitius Ahenobarbus (consul in 122 v.Chr.) en de jongere broer van Gnaius Domitius Ahenobarbus (consul in 96 v.Chr.).
Tijdens het consulaat van zijn broer (96 v.Chr.) was Lucius, in de hoedanigheid van praetor, aanwezig  in de provincia Sicilia en liet hij een slaaf kruisigen voor het doden van wildzwijn met een jachtspeer. Na zijn terugkeer in 95 v.Chr. deed hij mee aan de consulsverkiezingen en werd, samen met Gaius Coelius Caldus, in 94 v.Chr. aangesteld als consul). Tijdens de burgeroorlog in de jaren 80 schaarde Lucius Ahenobarbus zich, in tegenstelling tot zijn neef Gn. Domitius Ahenobarbus, aan de kant van Sulla. Deze politieke keuze bleek fataal. Tijdens Sulla's tweede mars naar Rome in 82 v.Chr. werd Lucius Ahenobarbus, samen met een groot aantal andere vooraanstaande Sullanen, door de praetor Lucius Junius Brutus Damsippus, op bevel van de consul Gaius Marius minor, om het leven gebracht.